# مالکوم ایکس (فیلم ۱۹۹۲)
مالکوم ایکس (انگلیسی: Malcolm X) فیلمی در ژانر زندگی‌نامه‌ای به کارگردانی اسپایک لی در مورد فعال مسلمان آفریقایی آمریکایی، مالکوم ایکس است که در سال ۱۹۹۲ منتشر شد. دنزل واشینگتن در این فیلم در نقش مالکوم ایکس بازی کرده‌است.

## بازیگران
- دنزل واشینگتن
- آنجلا باست
- آلبر هال
- دلروی لیندو
- اسپایک لی
- ترزا رندل
- کیت ورنن
- جو سنکا
- جیمز دانیل
- جیانکارلو اسپوزیتو
- جان سایلس
- مارتین دونوان
- کریستوفر پلامر
- پیتر بویل
- کارن آلن
- ورونیکا وب
- نلسون ماندلا
- مایکل جردن
- جنت جکسون
- بیل کازبی
- تریسی چپمن
- لونت مک‌کی
- فرانسیس فاستر

## جوایز
- نامزد اسکار بهترین بازیگر نقش اول مرد (۱۹۹۳)
- نامزد اسکار بهترین طراحی لباس (۱۹۹۳)
- نامزد گلدن گلوب بهترین بازیگر مرد فیلم درام (۱۹۹۲)
- برنده خرس نقره ای برلین برای بهترین بازیگر مرد (۱۹۹۳)